# Строчок великий
Строчок великий, строчок гігантський (Gyromitra gigas Krombh.) — вид сумчастих грибів родини дисцинові (Discinaceae).

## Будова
Полодові тіла неправильно округлі або овальні, з широкою складчастою шапинкою.
Шапинка безформна, хвилясто-складчаста, приросла до ніжки, в молодому віці — шоколадно-коричневого кольору, потім поступово забарвлюється у вохристий колір. Ширина шапинки — 7–12 см, хоча нерідко зустрічаються і велетенські екземпляри з розмахом шапки до 30 см.
Ніжка коротка, висотою 3–6 см, біла, порожниста, широка. За шапинкою її часто не видно.
Сумки 8-спорові, циліндричні або округлі. Споровий порошок білий. Спори 30-40 ⨯ 12-14 мкм гладкі, без кольору.

## Поширення та середовище існування
Строчок великий росте на ґрунті на галявинах, у хвойних, листяних та змішаних лісах Європи та Північної Америки. В Україні в Прикарпатті, Поліссі, Лісостепу. З квітня по травень.

## Практичне використання
Отруйний гриб. Проте деякі автори зазначають, що його можна вживати після дворазового відварювання або сушіння. При цьому чим сухіша і спекотніша погода при рості грибів тим більше токсинів мають плодові тіла, і тим отруйнішими вони є.